# Massacre de Port Arthur (Austrália)
O Massacre de Port Arthur de 28-29 de abril de 1996 foi uma onda de assassinatos no qual morreram 35 pessoas e 23 ficaram feridas. Ocorreu principalmente na antiga colônia prisional histórica de Port Arthur, um local turístico popular no sudeste da Tasmânia, Austrália.
Martin Bryant, um homem de 28 anos de New Town, um subúrbio de Hobart, foi considerado culpado dos disparos e condenado a 35 prisões perpétuas sem possibilidade de liberdade condicional. Depois do incidente, foi noticiado que Bryant tinha problemas intelectuais significativos. Ele está preso no Centro Wilfred Lopes perto do Complexo Prisional de Risdon.
Depois da onda de assassinatos, o Primeiro-Ministro da Austrália, John Howard, introduziu leis mais restritas para controle de armas na Austrália e formulou a Lei de Implementação do Programa Nacional de Armas de Fogo de 1996, restringindo a propriedade privada de espingardas semi-automáticas de alta capacidade, espingardas de caça semi-automáticas e espingardas de pressão bem como introduziu o licenciamento uniforme de armas de fogo. Foi implementado com apoio bipartidário pela Commonwealth nos estados e territórios.

## Fundo
Martin Bryant herdou cerca de $ 570 000 AUD (£ 300 000 ou $ 450 000) em propriedades e outras posses de uma amiga, Helen Harvey, que lhe deixou os seus bens. Ele usou parte do dinheiro para dar a volta ao mundo de 1993 em diante. Bryant também desviou várias centenas de dólares durante esse período. Ele usou pelo menos algum do seu dinheiro no fim de 1993 para comprar uma espingarda AR-10 semi-automática através de um anúncio de jornal na Tasmânia. Em março de 1996, ele mandou reparar a sua AR-10 numa loja de armas e fez questões sobre espingardas AR-15 noutras lojas de armas. Em abril de 1995, também comprou kits de limpeza para uma arma de calibre .30 e 12 cartuchos para uma espingarda Daewoo. Comprou um saco de desporto e disse a um assistente de loja que teria de ser forte o suficiente para levar uma série de munições. Ele disse à sua namorada, Pewtra Willmott, uma história diferente sobre o propósito do saco. Também escondeu as armas e uma grande quantidade de munições na sua casa. Na altura da compra não eram necessários registros de armas tirando armas de mão na Tasmânia.
O pai de Bryant tentou comprar uma propriedade para hospedagem chamada Seascape, mas David e Noelene (também conhecida como Sally) Martin compraram esta propriedade antes do seu pai organizar as finanças, para muita desilusão do seu pai que se queixava frequentemente ao seu filho do "negócio duplo" que os Martin tinham feito para assegurar a compra. Bryant ofereceu-se para lhe comprar outra propriedade aos Martin em Palmers Lookout Road, mas ele recusaram a oferta. Bryant aparentemente acreditava que os Martin tinham comprado deliberadamente a propriedade para magoar a sua família e acreditava que este evento tinha sido responsável pela depressão que levou ao suicídio do seu pai, que levou aos assassinatos. Bryant descreveu-os como "pessoas muito más" e como "as piores pessoas da minha vida."

## 28 de abril de 1996
Os eventos deste dia foram organizados depois da investigação da polícia. Os fatos foram apresentados em tribunal em 19 de novembro de 1996.

### Eventos da manhã
Bryant foi acordado às 6 da manhã pelo seu despertador. A sua namorada e outros membros da família dizem que ele não costumava usá-lo quando não trabalhava ou quando não tinha outros compromissos. Às 8 da manhã, a sua namorada saiu de casa para visitar os seus pais. Bryant saiu de casa e ligou o alarme da casa, que foi registrado às 9h47 da manhã.
Bryant viajou para Forcett Village, chegando por volta das 11 da manhã. Continuou para Port Arthur e foi visto a conduzir para Seascape pela Arthur Highway por volta das 11h45 da manhã. Parou na hospedagem de Seascape que o seu pai queria ter comprado, propriedade de David e Noelene Martin. Bryant entrou no local e disparou vários tiros, depois amordaçou David Martin e esfaqueou-o. As testemunhas testemunharam vários tiros disparados nesta altura. Foi declarado em tribunal que se acreditava que foi nesta altura que Bryant matou os Martin, as suas primeiras vítimas.
Um casal parou em Seascape. Bryant apareceu na rua. Quando eles perguntaram se podiam arranjar um quarto, Bryant disse-lhes que não podiam porque os seus pais estavam fora e a sua namorada estava dentro. O seu comportamento foi descrito como rude e o casal sentiu-se desconfortável. Ele saíram por volta das 12h35 da tarde. O carro de Bryant foi visto a fazer marcha atrás para a porta da frente. Assume-se que descarregou a munição.
Bryant conduziu para Port Arthur, levando as chaves das propriedades de Seascape depois de trancar as portas. Parou perto de um carro que tinha parado por sobreaquecimento e falou com as duas pessoas lá. Ele sugeriu que fosse ao café de Port Arthur para um café mais tarde.
Viajou pela zona histórica de Port Arthur para a propriedade dos Martin em Lookout Road,Palmer, onde se cruzou com Roger Larner a sair da estrada da propriedade. Larner o tinha visto em algumas ocasiões há mais de 15 anos atrás, mas não o reconheceu inicialmente. Bryant disse a Larner que tinha estado a surfar e que tinha comprado uma propriedade chamada Fogg Lodge e agora estava a tentar comprar gado a Larner. Bryant também fez vários comentários sobre comprar a propriedade de Martin na porta ao lado. Ele perguntou se Maria Larner estava em casa, e perguntou se podia continuar pela estrada para a ver. Larner disse que sim, mas disse a Bryant que também ia. Bryant mudou de ideia e foi-se embora, dizendo que voltaria à tarde.

### Local histórico de Port Arthur

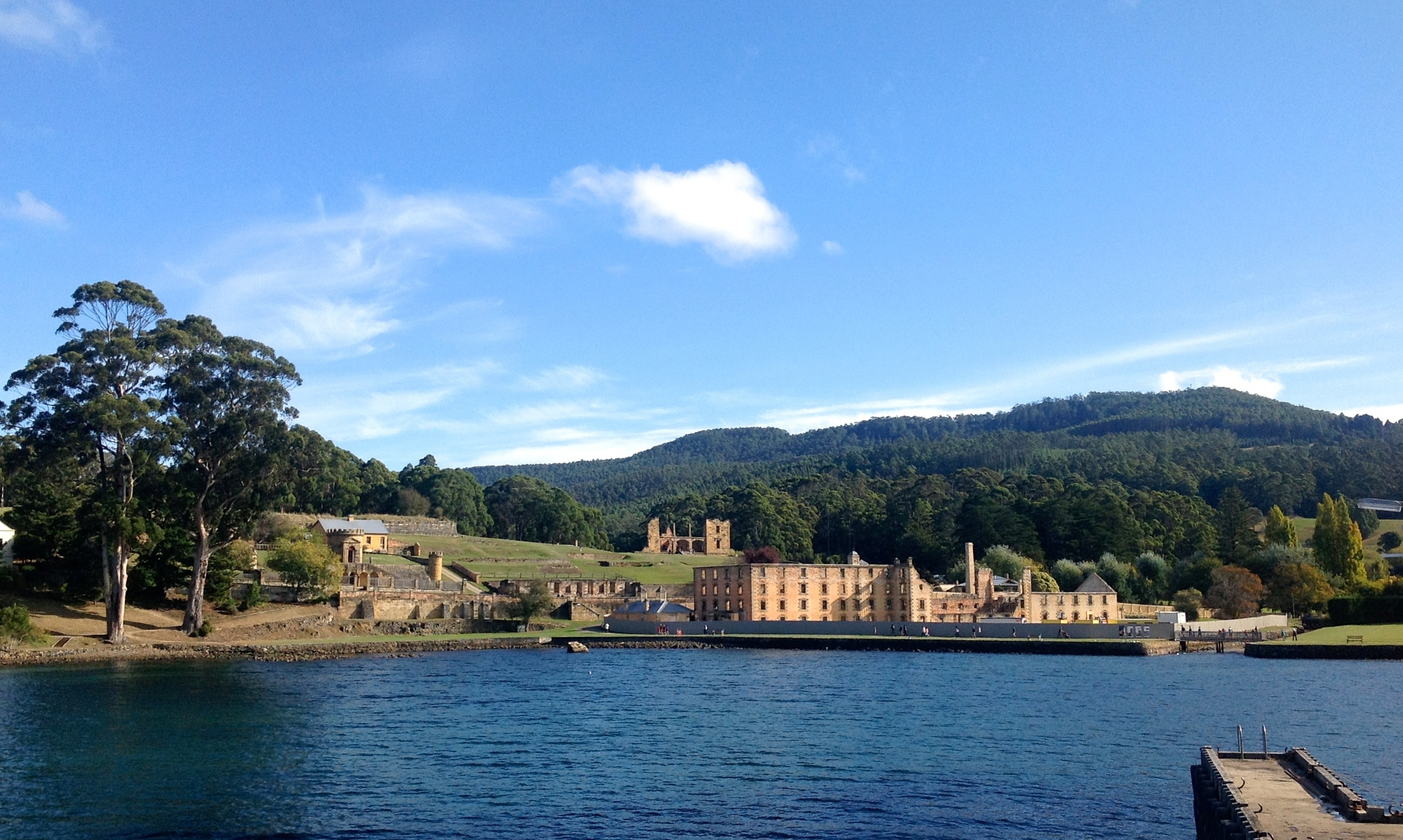
Baía de Port Arthur, Port Arthur, foi a localização onde existiram mais disparos.

Por volta da 1:10 da tarde, Bryant colocou-se na fila para a bilheteira da entrada do local histórico. Quase a chegar à bilheteira, ele saiu da fila e voltou ao fim. Pagou a entrada e prosseguiu para o parque perto do café Broad Arrow, perto da beira da água. O supervisor de segurança do local disse-lhe para estacionar com os outros carros porque a área estava reservada para caravanas e o estacionamento estava ocupado nesse dia. Bryant mudou o seu carro para outra área e sentou-se no seu carro durante uns minutos. Depois mudou o seu carro novamente para perto da água, fora do café. O supervisor de segurança viu-o a ir para o café levando um grande saco e uma câmara de vídeo, mas ignorou-o.
Bryant foi para dentro do café e comprou uma refeição, que comeu na esplanada. Ele tentou começar conversas com pessoas sobre a falta de vespas na área e de não existirem tantos turistas japoneses como era normal, mas parecia estar mais a falar consigo mesmo. Parecia nervoso e continuava a olhar para trás para o estacionamento e para dentro do café.

### Homicídios do café Broad Arrow
Bryant terminou a sua refeição, entrou no café e devolveu o seu tabuleiro, tendo sido ajudado por algumas pessoas que lhe abriram a porta. Pousou o seu saco numa mesa e puxou de uma Carabina Colt AR-15 SP1 com uma mira Colt e uma fila de 30 munições agarrada à sua mala. Deixou o saco que continha, juntamente com alguns itens, a faca que usou para esfaquear Martin, na mesa. Acredita-se que a tira de balas estava parcialmente vazia com os disparos de Seascape.
O café era muito pequeno, com as mesas muito próximas umas das outras. Estava muito ocupado nesse dias porque as pessoas esperavam pelo próximo barco. Os eventos aconteceram muito rapidamente. Bryant mirou e apontou a sua espingarda a Moh Yee (William) NG e Sou Leng Chung, que estavam de visita da Malásia, que estavam na mesa ao lado de Bryant. Disparou sobre ele de perto, matando-os instantaneamente. Bryant depois disparou em Mick Sargent, arrancando o seu escalpe e fazendo-o cair. Disparou um quarto tiro que matou a namorada de Sargent, Elizabeth Scott de 21 anos, na parte de trás da sua cabeça.
Um enólogo de 28 anos, Jason Winter, estava a ajudar os empregados do café. Quando Bryant se virou para a mulher de Winter Joanne e para o seu filho de 15 meses Mitchell, Winter atirou-lhe um tabuleiro de servir numa tentativa de o distrair. O pai de Joanne Winter puxou a sua filha e neto para o chão e para debaixo da mesa.

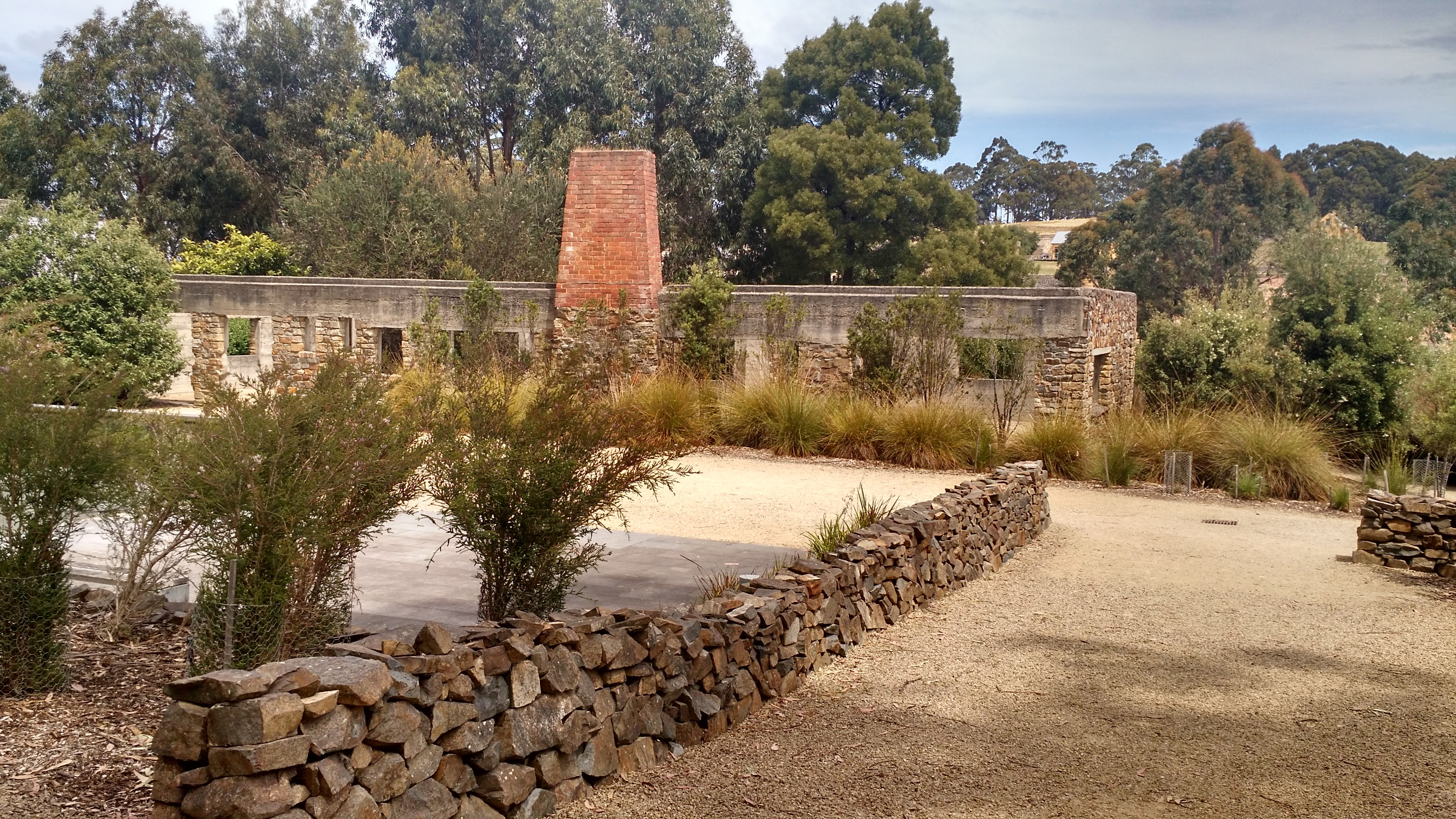
A estrutura do café em 2015. Um jardim memorial foi estabelecido no local.

Anthony Nightingale, de 44 anos, levantou-se depois do som dos primeiros tiros, mas não teve tempo de se mexer. Nightingale gritou "Não, não aqui!" enquanto Bryant apontava a arma para ele. Quando Nightingale se inclinou para a frente, foi fatalmente atingido através do pescoço e da coluna.
A mesa seguinte tinha um grupo de 10 amigos, mas alguns tinham deixado a mesa para devolver os seus tabuleiros e para visitar uma loja de lembranças. Bryant disparou um tiro que matou Kevin Vincent Sharp, 68 anos. O segundo tiro atingiu Walter Bennett, atravessou o seu corpo e atingiu Raymond John Sharp, 67, irmão de Kevin Sharp, matando ambos. Tinham os 3 as costas voltadas para Bryant, e não se aperceberam do que estava a acontecer. Primeiro pensavam que alguém estava a lançar estalinhos. Um deles fez o comentário "Isso não é engraçado" depois de ouvir os primeiros tiros, não se apercebendo que era real. Os tiros foram todos a pequena distância, com a arma a apenas alguns centímetros de distância, da parte de trás das suas cabeças. Gerald Broome, Gaye Fidler e o seu marido John, foram todos atingidos por fragmentos de bala mas sobreviveram.
Bryant depois dirigiu-se para Tony e Sarah Kistan e Andrew Mills. Ambos os homens levantaram-se ao barulhos dos primeiros tiros, mas não tiveram tempo de se afastar. Andrew Mills levou um tiro na cabeça. Tony Kistan também foi atingido a cerca de 2 metros de distância, também na cabeça, mas conseguiu afastar a sua mulher antes de ser atingido. Sarah Kistan aparentemente não foi vista por Bryant, porque estava debaixo da mesa nessa altura.
Thelma Walker e Pamela Law foram feridas pelos fragmentos antes de serem arrastadas pelo chão pelo seu amigo, Peter Crosswell, enquanto se escondiam os 3 debaixo da mesa. Patricia Barker também foi ferida pelos fragmentos destes tiros.
Foi só então que a maioria das pessoas no café começou a perceber o que estava a acontecer e que os tiros não eram de uma reconstituição. Por esta altura, havia uma grande confusão, com muitas pessoas a não saberem o que fazer, uma vez que Bryant estava perto da saída principal.
Bryant moveu-se apenas alguns metros e começou a disparar para a mesa onde Graham Colyer, Carolyn Loughton e a sua filha Sarah estavam sentados. Colyer foi ferido no maxilar, quase a sufocar até à morte no seu próprio sangue. Sarah Loughton correu para a sua mãe, que estava a mexer-se por entre as mesas. Carolyn Loughton atirou-se a si mesma para cima da sua filha. Bryant atingiu Carolyn Loughton nas costas; o seu tímpano rebentou devido à explosão da arma a disparar ao lado do seu ouvido. Ela sobreviveu ao ferimentos, mas descobriu depois de sair da cirurgia que, apesar dos seus esforços, Sarah tinha sido morta com um tiro na cabeça.
Bryant andou à volta e disparou onde Mervyn Howard estava sentado. A bala atravessou-o, através de uma janela do café, e bateu numa mesa da varanda exterior. Bryant rapidamente seguiu-se com um tiro no pescoço da mulher de Mervyn Howard, Mary. Bryant depois inclinou-se sobre um carrinho de bebé vazio e apontou a arma à sua cabeça e disparou uma segunda vez. Ambos os ferimentos dos Howard foram fatais. Várias pessoas na rua aperceberam-se então que existia um perigo real e começaram a fugir.
Bryant estava perto da saída, evitando que outros tentassem passara por ele e fugir. Bryant movimentou-se pelo café até à área da loja de lembranças. Lá havia uma porta de saída depois das montras até à varanda exterior, mas estava trancada e apenas podia ser aberta com uma chave. Quando Bryant se mexeu, Robert Elliott levantou-se. Foi atingido no braço e na cabeça, ficando caído contra a lareira mas vivo.
Todos estes eventos, desde a primeira bala, durou aproximadamente 15-30 segundos, durante o qual 12 pessoas foram mortas e 10 foram feridas.

### Homicídios da loja de lembranças
Bryant dirigiu-se para a área da loja de lembranças, dando tempo a várias pessoas para se esconderem debaixo de mesas e atrás de montras. Disparou fatalmente nas duas mulheres locais que trabalhavam na loja, Nicole Burgess de 17 anos (na cabeça), e Elizabeth Howard de 26 anos (no braço e no peito).
Coralee Lever e Vera Jary esconderam-se atrás de um visor hessiano com outros. O marido de Lever foi atingido na cabeça fatalmente. Pauline Masters, o marido de Vera Jary, Ron, e Carolyn Nash tinham tentado fugir através da porta trancada mas não conseguiram. Peter Nash deitou-se em cima da sua mulher para a esconder de Bryant. Bryant moveu-se para a zona da loja de lembranças onde as pessoas, encurraladas, estavam agachadas nos cantos. Gwen Neander, tentando fugir pela porta, foi atingida na cabeça e morta.
Bryant viu movimento no café e movimentou-se para perto da porta da frente. Disparou para uma mesa e atingiu Peter Crosswell, que estava escondido debaixo dela, nas nádegas. Jason Winter, escondido na loja de lembranças, pensou que Bryant tinha deixado o edifício e fez um comentário sobre isso às pessoas próximas dele antes de se mover. Bryant viu-o, com Winter a dizer "Não, não" mesmo antes de ser atingido, a bala acertou-lhe na mão, pescoço e peito. Um segundo tiro na cabeça mostrou-se fatal para Winter. Os fragmentos desses disparos atingiram o turista americano Dennis Olson, que tinha estado escondido com a sua mulher Mary e Winter. Dennis Olson sofreu ferimentos de fragmentos na sua mãe, escalpe, olhos e peito, mas sobreviveu.
Não é claro o que aconteceu a seguir, apesar de em algum momento, Bryant ter recarregado a sua arma. Bryant voltou ao café e depois regressou à loja de lembranças, desta vez olhando para outro canto da loja onde encontrou várias pessoas escondidas, encurraladas. Ele caminhou para elas e disparou sobre Ronald Jary no pescoço, depois Peter Nash e Pauline Masters, matando os 3. Ele não viu Carolyn Nash, que estava deitada por baixo do seu marido. Bryant apontou a sua arma para um homem asiático não identificado, mas a arma não tinha mais munições. Bryant andou rapidamente para o balcão da loja de lembranças, onde recarregou a sua espingarda, deixando um carregadora vazio no balcão, e deixou o edifício.
Foram disparados 29 tiros no café e na área da loja de lembranças em aproximadamente 90-120 segundos. Por esta altura, Bryant tinha já matado 20 pessoas e ferido 12.

### Homicídios do parque de estacionamento
Durante os disparos do café, alguns membros do staff conseguiram escapar pela cozinha e alertar as pessoas na rua. Havia vários autocarros na rua com várias pessoas, e muitas delas começaram a esconder-se nos autocarros ou em edifícios próximos. Outros não compreenderam a situação ou não tinham certeza para onde ir. Algumas pessoas acreditavam que era algum tipo de recriação histórica a acontecer, e caminharam pela área.
Ashley John Law, um empregado do local, estava a conduzir as pessoas para fora do café para o centro de informação quando Bryant disparou contra ele a 50-100 metros. As balas atingiram Law e bateram em algumas árvores próximas.
Bryant depois mudou-se para os autocarros. Um dos condutores, Royce Thompson, foi atingido nas costas enquanto fugia com passageiros. Caiu no chão e conseguiu arrastar-se, e depois rebolar para deixado do autocarro em segurança, mas mais tarde morreu dos seus ferimentos. Brigid Cook estava a tentar guiar um número de pessoas entre os autocarros e ao longo da área do cais para se esconderem. Ela apenas tinha sido informada do que se estava a passar e estava preocupada em fazer figuras parvas ao estar a exagerar. Bryant depois mudou-se para a frente do autocarro e foi para outro. As pessoas saíram rapidamente deste autocarro para o fim, numa tentativa de encontrar abrigo. Enquanto Bryant andava à volta dele, viu pessoas tentando esconder-se e disparou sobre elas. Brigid Cook foi atingida na coxa direita, causando que o osso se partisse, e a bala ficasse lá dentro. Um condutor do autocarro, Ian McElwee, foi atingido pelos fragmentos do osso de Cook. Ambos conseguiram escapar e sobreviver.
Bryant depois rapidamente se moveu em volta de outro autocarro e disparou contra outro grupo de pessoas. Winifred Aplin, procurando abrigo atrás de outro autocarro, foi atingido fatalmente de lado. Outra bala arranhou a bochecha de Yvonne Lockley, mas ela conseguiu entrar num dos autocarros para se esconder, e sobreviveu.
Algumas pessoas começaram a fugir do parque de estacionamento para o cais. Mas alguém gritou que Bryant estava indo para lá, por isso tentaram voltar para trás para onde Brigid Cook tinha sido atingida. Bryant voltou para trás para onde Janet e Neville Quin, que tinha um parque de vida selvagem na costa leste da Tasmânia, estavam a começar a fugir para perto de Mason Cove e para longe dos autocarros. Bryant disparou sobre Janet Quin nas costas, onde ela caiu, sem se conseguir mexer, perto de Royce Thompson.
Bryant depois continuou ao longo do parque de estacionamento enquanto as pessoas tentavam fugir ao longo da costa. Doug Hutchinson estava a tentar entrar num autocarro quando foi atingido no braço. Rapidamente correu para a frente do autocarro, e depois para a costa no cais e escondeu-se.
Bryant depois foi para o seu veículo, que estava depois dos autocarros, e mudou as suas armas para uma FN FAL. Disparou contra Denise Cromer, que estava perto das ruínas da prisão. A gravilha levantou-se em frente dela, enquanto as balas atingiam o chão. Bryant foi depois para o seu carro e sentou-se lá durante uns momentos antes de sair novamente e voltar aos autocarros. Algumas pessoas estavam escondidas atrás dos carros no parque de estacionamento, mas devido à elevação, Bryant conseguia vê-las e os carros não davam muitas protecção. Quando perceberam que Bryant os tinha visto, correram para os arbustos. Ele disparou vários tiros. Pelo menos um atingiu uma árvore no qual alguém estava escondido, mas ninguém foi atingido.
Bryant voltou aos autocarros onde Janet Quin estava caída, ferida, do tiro anterior. Bryant disparou nas suas costas, depois foi-se embora; mais tarde ela morreu dos ferimentos. Bryant foi depois a um dos autocarros e disparou um tiro contra Elva Gaylard que estava escondida, acertando-lhe no braço e no peito, matando-a. Num autocarro adjacente, Gordon Francis viu o que aconteceu e correu pelo corredor para tentar fechar a porta do autocarro onde estava. Foi visto por Bryant e ele disparou do autocarro oposto. Ele sobreviveu, mas precisou de 4 grandes operações.
Neville Quin, marido de Janet, tinha escapado para a zona do cais, mas regressou para procurar pela mulher. Ele tinha sido forçado a deixá-la anteriormente depois de Bryant ter disparado sobre ela. Bryant saiu do autocarro e, vendo Quin, perseguiu-o pelos autocarros. Bryant disparou sobre ele pelo menos duas vezes antes de Quin fugir para um autocarro. Bryant entrou no autocarro e apontou a arma à cara de Neville Quin, dizendo, "Ninguém foge de mim". Quin baixou a cabeça quando percebeu que Bryant ia puxar o gatilho. A bala falhou a sua cabeça mas acertou no pescoço, paralisando-o momentaneamente. Depois de Bryant ter saído, Quin conseguiu encontrar a sua mulher, apesar de mais tarde ter morrido nos seus braços. Neville Quin foi eventualmente levado de helicóptero e sobreviveu. 
Bryant disparou contra James Balasko, um cidadão americano, atingindo um carro próximo. Balasko tinha estado a tentar filmar o atirador. Muitas pessoas, sem puder usar o seu carro no parque de estacionamento, estavam escondidas ou a fugirem ao longo da Estrada do Cais e não sabiam onde estava Bryant porque os disparos eram extremamente altos e dificultavam a localização. Não era claro se Bryant estava a andar, nem era claro de onde os tiros vinham.
Por esta altura, Bryant tinha matado 24 pessoas e ferido 18.

### Homicídios das portagens e roubo de carros
Bryant depois voltou para o seu carro e deixou o parque de estacionamento. As testemunhas disseram que ia apitando e acenando, outras disseram que ele também ia disparando. Bryant conduziu ao longo da Estrada do Cais para a portagem onde várias pessoas estavam fugidas. Bryant passou pelo menos por 2 pessoas.
À sua frente estava Nanette Mikac e os seus filhos, Madeline, 3, e Alannah, 6. Nanette estava a levar Madeline, e Alannah estava a correr mesmo em frente Por esta altura, elas tinha fugido cerca de 600 metros do parque de estacionamento. Bryant abriu a sua porta e abrandou. Mikac dirigiu-se para o carro, aparentemente pensando que ele lhes estava a oferecer ajuda para escaparem. Várias pessoas testemunharam isto mais à frente na estrada. Alguém o reconheceu como o atirador e gritou "É ele!". Bryant saiu do carro, pôs a sua mão no ombro de Nanette Mikac e disse-lhe para se ajoelhar. Ela fê-lo, dizendo, "Por favor, não machuque os meus bebés". Bryant disparou na sua têmpora, matando-a. Depois, disparou um tiro contra Madeline, que acertou no seu ombro, e depois matou-a com um tiro no peito. Bryant disparou duas vezes sobre Alannah, enquanto ela fugia para trás de uma árvore, falhando. Depois ele caminhou, pressionou o arma contra o seu pescoço e disparou, matando-a instantaneamente.
Bryant disparou sobre algumas pessoas escondidas num arbusto, mas falhou. Tendo visto os homicídios das crianças, algumas pessoas ao fundo da estrada começaram a correr. Elas disseram aos condutores dos carros a virem pela estrada para voltar para trás. As pessoas pensavam que Bryant viria pela rua, por isso continuaram a pé por uma estrada de terra e esconderam-se nos arbustos. Os carros fizeram marcha atrás até à portagem.
Bryant conduziu para a portagem, onde estavam vários veículos, e bloqueou um BMW de Mary Rose Nixon. Dentro estavam Nixon, o condutor Russell James Pollard e os passageiros Helene e Robert Graham Salzmann. Sucedeu-se uma briga com Robert Salzmann, e Bryant tirou a sua FAL e disparou contra Salzmann de perto, matando-o. Pollard saiu do BMW e foi contra Bryant, que lhe deu um tiro no peito, matando-o. Chegaram entretanto mais carros, mas vendo isto, os condutores rapidamente começaram a reverter a marcha. Bryant depois foi ao BMW e puxou Nixon e Helene Salzmann do carro e matou-as, arrastando os seus corpos para a estrada. Bryant transferiu munições, algemas, a espingarda AR-15 e um bidão de gasolina para o BMW. Mary Nixon, Russell Pollard, Helene Salzmann e Robert Salzmann, são as pessoas pelo qual Bryant foi acusado de matar na portagem.
Outro carro surgiu entretanto para a portagem e Bryant disparou contra ele. O condutor, Graham Sutherland, foi atingido por vidros. Uma segunda bala atingiu a porta do condutor. Sutherland rapidamente voltou para trás pela estrada e fugiu. Bryant entrou então no BMW, deixando para trás o seu Volvo, incluindo a sua espingarda Daewoo e centenas de munições.
Bryant tinha matado 31 e ferido 19.

### Homicídio da estação de serviço e rapto
Graham Sutherland, que tinha sido atingido no seu carro, voltou para trás pela estrada e conduziu até uma estação de serviço próxima, onde tentou informar as pessoas do que se estava a passar. Bryant conduziu até à estação de serviço e cortou um Toyota Corolla que tentava sair para a auto estrada. Glenn Pears estava  conduzindo, com a namorada Zoe Hall no lugar do passageiro. Bryant rapidamente saiu do carro com a sua espingarda na mão e tentou tirar Hall do carro. Pears saiu do seu carro e aproximou-se de Bryant. Bryant apontou a arma a Pears e empurrou-o para trás, eventualmente direccionando-o para o porta bagagens agora aberto do BMW, fechando Pears lá dentro.
Bryant depois foi para o lugar do passageiro do Corolla enquanto Hall tentava sair pelo lugar do condutor. Bryant ergueu a sua espingarda e disparou 3 tiros, matando-a. Muitas pessoas à volta da estação de serviço viram isto e correram para se esconder nos arbustos próximos. O empregado da estação de serviço disse a todos para se manterem deitados no chão e trancou as portas principais. Ele agarrou na sua espingarda, mas na altura em que poderia recuperar alguma munição e recarregar a sua arma, Bryant voltou ao BMW e foi-se embora. Um policial chegou vários minutos depois e começou uma perseguição de Bryant.
Zoe Hall foi a 32º vítima morta.

### Estrada de Seascape
Enquanto Bryant dirigia para Seascape, disparou contra um Ford Falcon vermelho a vir na outra direcção, partindo o seu vidro da frente. Quando chegou a Seascape, saiu do seu carro. Um veículo Holden Frontera 4WD aproximou-se de Seascape ao longo da estrada. Os que estavam no veículo viram Bryant com a sua arma, mas pensaram que ele estava à caça de coelhos e até abrandaram quando passaram por ele. Bryant disparou contra o carro; a primeira bala bateu no capot e partiu o cabo do acelerador. Disparou pelo menos mais duas vezes para o carro enquanto ele passava, partindo as janelas. Uma bala atingiu a condutora, Linda White, no braço. O carro caiu por uma ravina por isso foi possível esconder-se fora da estrada num canto. White trocou de lugar com o seu namorado, Michael Wanders, que tentou conduzir o carro, mas não conseguiu, porque o cabo do acelerador estava partido.
Outro veículo apareceu na estrada, levando 4 pessoas. Só se aperceberam que Bryant tinha uma arma quando já estavam quase ao seu lado. Bryant disparou contra o carro, partindo o vidro. Douglas Horner foi ferido por peças do vidro. O carro continuou para a frente onde White e Wanders tentaram entrar, mas Horner não se apercebeu e arrancou. Quando eles viram que White tinha sido atingida, voltaram para trás e deram-lhes boleia. Ambas as partes continuaram pela estrada até um estabelecimento local chamado de "Fox and Hound", onde ligaram à polícia.
Outro carro passou e Bryant disparou, atingindo a passageira, Susan Williams, na sua mão. O condutor, Simon Williams, foi atingido pelos fragmentos. O condutor de outro veículo que se aproximou viu isto e voltou para trás. Bryant também disparou contra este carro, atingindo-o mas não ferindo ninguém. Bryant depois voltou ao BMW e conduziu pela estrada de Seascape até à casa.
Algures depois de ter parado, Bryant tirou Pears do porta bagagens e algemou-o ao corrimão das escadas em casa. A um determinado momento também colocou fogo no BMW. Acredita-se que chegou à casa por volta das 2 da tarde.

### Chegada da polícia
Os únicos dois polícias situados na península (em Nubeena e Dunalley) estavam a atender uma chamada de emergência falsa em Saltwater River quando receberam uma mensagem de rádio a 13h32 horas da tarde, para irem a Port Arthur e estarem atentos a um Volvo amarelo. Eles foram para Port Arthur em carros diferentes e por caminhos diferentes. No caminho, foram informados para procurarem um BMW e eventualmente foram informados pelas pessoas que tinham sido atingidas, no "Fox and Hound".
Um policial conduziu pela estrada de Seascape e passou pelo carro avariado de Linda White. Ele olhou para ele um momento e continuou até ao "Fox and Hound". Depois de informar o seu parceiro, continuaram por Seascape. Por volta das 2 da tarde, estavam de volta a Seascape e puderam ver o BMW a arder. Em algum momento, foram disparados tiros, e eles tiveram de se esconder ao lado da estrada. Bryant disparou contra eles sempre que eles tentavam fugir, e eles não conseguiram mudar daquela posição durante horas.
Por volta das 2:10 da tarde, Bryant recebeu uma chamada de uma mulher da ABC que tinha estado a ligar para vários estabelecimentos para receber informação sobre o que estava a acontecer. Bryant disse-lhe que se chamava Jamie, e quando ela perguntou o que se estava a passar ele respondeu "Imensa diversão". Bryant disse-lhe depois que se ela ligasse novamente, ele ia matar Glenn Pears.
Por volta das 3 da tarde, pouco depois de ter forçado os polícias a procurar abrigo, Bryant ligou para a esquadra da polícia local. A namorada de um dos policiais atendeu o telefonema. Bryant perguntou-lhe quem ela era e se ela sabia onde estava o seu marido. Voltou a dizer que se chamava Jamie. Ele perguntou-lhe se ela sabia ou não se o seu marido estava bem, e quando ela não respondeu, Bryant disse-lhe que ele estava bem e que sabia onde ele estava.
Por volta das 9 da noite, a Unidade de Operações Especiais da polícia da Tâsmania chegou e conseguiu ajudar a tirar os dois polícias do local onde estavam escondidos sob escuridão, escudos e coletes à prova de bala. Eles não dispararam tiros com medo de acertar em reféns.
Começou uma vigilância de 18 horas durante o qual a polícia falou ao telefone com Bryant, continuando a chamar-se Jamie. Ele pediu um helicóptero, dizendo que queria ser conduzido a um avião e depois ir para Adelaide, sul da Austrália. Ele disse que se o helicóptero chegasse, libertaria Pears e apenas ficaria com Noelene Martin. Bryant conseguia ver os movimentos dos oficiais de operações especiais, e exigia continuamente que se afastassem cada vez que eles se começavam a aproximar da casa. Como ele parecia ter bastante consciência dos eventos que se desenvolviam à sua volta, apesar da escuridão da noite, a polícia achava que ele tinha algum tipo de dispositivo de ajuda visual; não foi encontrado nenhum, contudo. Um homem foi visto no telhado de um edifício adjacente a uma determinada altura, e acreditava-se ser Bryant. Mais tarde à noite, o telefone que Bryant estava a usar começou a ficar sem bateria. A polícia tentou que ele colocasse o telefone para carregar, mas ele desligou e não existiram mais comunicações.

### Captura
Bryant foi capturado na manhã seguinte, quando começou um fogo na casa de hóspedes, possivelmente começado por ele. Bryant incitou a polícia a "vir buscá-lo", mas a polícia, acreditando que o refém já estava morto, decidiu que o fogo acabaria por, eventualmente, fazer com que Bryantt saísse. Havia também uma grande quantidade de munições que estavam a queimar e que estava a explodir esporadicamente enquanto a casa ardia. Bryant eventualmente fugiu da casa com as suas roupas a arder e tirando-as. Foi preso pela polícia, e levado para tratamento para o hospital.
Foi descoberto que Glenn Pears tinha sido morto a tiro durante ou antes da vigilância e tinha morrido antes do fogo. Os restos mortais dos Martin também foram encontrados. Também foi determinado que tinham sido mortos a tiro, e que Noelene Martin tinha sofrido um trauma causado por um objecto. Ambos morreram antes do fogo; testemunhas dos disparos, quando apresentadas aos Supremo Tribunal da Tasmânia, determinaram o tempo da morte de David e Noelene Martin como tendo sido por volta do meio-dia de 28 de Abril. Foi encontrada uma arma queimada na casa, e outra no telhado do edifício adjacente onde a polícia acreditava ter visto Bryant na noite anterior. Ambas as armas tinham sofrido de grande pressão, possivelmente pelo calor no incêndio da casa.

## Fatalidades
A lista seguinte mostra os que foram mortos no massacre de Port Arthur.
| - Winifred Joyce Aplin, 58 - Walter John Bennett, 66 - Nicole Louise Burgess, 17 - Sou Leng Chung, 32 - Elva Rhonda Gaylard, 48 - Zoe Anne Hall, 28 - Elizabeth Jayne Howard, 26 - Mary Elizabeth Howard, 57 - Mervyn John Howard, 55 - Ronald Noel Jary, 71 - Tony Vadivelu Kistan, 51 - Leslie Dennis Lever, 53 | - Sarah Kate Loughton, 15 - David Martin, 72 - Noelene Joyce Martin, 69 - Pauline Virjeana Masters, 49 - Alannah Louise Mikac, 6 - Madeline Grace Mikac, 3 - Nanette Patricia Mikac, 36 - Andrew Bruce Mills, 39 - Peter Brenton Nash, 32 - Gwenda Joan Neander, 67 - Moh Yee William Ng, 48 - Anthony Nightingale, 44 | - Mary Rose Nixon, 60 - Glenn Roy Pears, 35 - Russell James Pollard, 72 - Janette Kathleen Quin, 50 - Helene Maria Salzmann, 50 - Robert Graham Salzmann, 57 - Kate Elizabeth Scott, 21 - Kevin Vincent Sharp, 68 - Raymond John Sharp, 67 - Royce William Thompson, 59 - Jason Bernard Winter, 29 |

## Acusação
Bryant foi levado para o Royal Hobart Hospital sob guarda pesada da polícia enquanto aguardava julgamento. Segundo a polícia encarregada de o vigiar, pelo menos dois ditos vigilantes registaram-se sem sucesso como empregados do hospital numa tentativa de vingança.
Na sua entrevista da polícia, Bryant admitiu ter roubado o BMW, mas disse que tinha apenas 3 ocupantes e negou ter disparado sob qualquer pessoa. Ele também disse que não levou o BMW da vizinhança da portagem e que o seu refém foi retirado do BMW. Disse que pensou que o homem que tomou como refém deve ter morrido na bagageira quando o carro explodiu. Não conseguia distinguir entre o incêndio do carro e o incêndio da casa. Também negou ter visitado Port Arthur nesse dia, apesar de várias pessoas terem identificado, incluindo o empregado da portagem, um homem que correspondia à descrição do restaurante. Tais discrepâncias indicavam que Bryant  ou estava a mentir durante o interrogatório da polícia ou era mentalmente incapaz de se lembrar dos eventos. Bryant também disse que as armas encontradas pela polícia não eram dele, mas admitiu ser dono da espingarda que foi encontrada com o passaporte no seu próprio carro perto da portagem.
Inicialmente, Bryant deu-se como inocente dos 35 homicídios e não confessou. Contudo, Bryant mudou para culpado numa audiência em tribunal a 19 de Novembro de 1996, onde foi dado como culpado de todas as acusações. O juiz depois ordenou que todas as provas do caso fossem seladas.
A 22 de Novembro, Bryant foi sentenciado a 35 penas perpétuas pelas mortes com mais 1.035 anos por outros crimes (incluindo tentativa de homicídio e atentados graves por disparar, e injuriar inúmeras pessoas) na Prisão de Hobart's Risdon onde permanece em confinamento na solitária, e à parte da família directa, não tem permissão para ter mais visitas. Os seus papéis da prisão indicam que ele nunca será libertado. Continua a servir a sua pena sem possibilidade de liberdade condicional. Isto é muito raro na Austrália, onde a maioria das sentenças de homicídio permitem a possibilidade de liberdade condicional depois de uma grande pena.

## Reacção da comunidade e governo
Os australianos reagiram a este evento com choque e horror, e os efeitos políticos foram significativos e de longa duração. O governo federal levou a que governos estaduais, alguns dos quais (notavelmente a própria Tasmânia e Queensland) eram opositoras às novas leis de armas, a restringirem severamente a disponibilidade de armas de fogo. Enquanto que os inquéritos mostravam mais de 85% de 'apoio controlado de armas', muitas pessoas opuseram-se fortemente às novas leis. Houve um aumento de preocupação entre o Governo de Coligação, que se opôs a grupos como os 'Ausi Freedom Scouts', a Liga Australiana de Direitos e o Partido de Referendo Iniciado dos Cidadãos, que exploraram o voto por raiva para ganhar apoio. Depois de descobrir que a Coligação Cristã e a Associação Nacional Americana de Espingardas estavam a apoiar as ligações de armamento, o governo e os media mostraram o seu apoio, juntamente com revolta moral da comunidade para desacreditar as ligações de armas como extremistas.
Sob coordenação do governo federal, todos os estados e territórios da Austrália restringiram bastante a posse legal e uso de espingardas automáticas, e restringiu bastante o uso legal para atiradores recreativos. O governo iniciou um esquema de "comprar de volta" com os donos sendo pagos de acordo com uma tabela de avaliações. Foram entregues cerca de 643 000 armas de fogo num custo de US$ 350 milhões que foi fundado por um aumento temporário na Saúde que aumento US$ 500 milhões. Media, activistas, políticos e alguns membros da família das vítimas, notavelmente Walter Mikac (que perdeu a mulher e as duas filhas), falaram a favor das mudanças.
Ocorreu muita discussão sobre o nível de saúde mental de Bryant. É geralmente aceite que ele tem um QI muito baixo (estima-se 66, nos mais baixos 2% do seu grupo etário) e na altura das ofensas estava sob uma Pensão de Apoio a Problemas com base em ser mentalmente inadequado. Os relatórios de que ele tinha esquizofrenia foram baseados na má interpretação da sua mãe sobre os avisos psiquiátricos; Bryant nunca foi diagnosticado com esquizofrenia, ou outro tipo de problema depressivo. Os relatórios dos media também detalham o seu comportamento estranho como criança. Contudo, ele conseguia conduzir carros e obter uma arma, apesar de não ter licença de porte de arma ou carta de condução. Isto foi um tema no qual, no debate público que se seguiu, foi dado como uma demonstração da inadequação das leis de armas no país.
Bryant foi determinado como sendo mentalmente competente para ter um julgamento. Não havia indicações que ele poderia ser dado como criminalmente insano na altura dos crimes; porque sabia claramente o que fazia. Ver as regras de M'Naghten para mais informação.
Depois da prisão de Bryant, vários outros prisioneiros mostraram a sua intenção de o assassinar na prisão. Para sua própria segurança, Bryant foi colocado na solitária numa cela especialmente para a sua sentença em Novembro de 1996 até Julho de 1997.

## Motivação
A motivação de Bryant para o massacre continua secretamente guardada, conhecida apenas pelo seu advogado, que está comprometido a não revelar confidências sem o consentimento do cliente. O advogado mais tarde lançou um livro dizendo que Bryant foi motivado amplamente pelos relatórios dos media sobre o na altura recente massacre de Dunblane, em que Thomas Watt Hamilton matou 16 crianças e 1 professora numa escola primária, antes de cometer suicídio, em 13 de março de 1996. Desde o momento em que foi capturado, ele continuou a querer saber quantas pessoas matou e pareceu impressionado pelo número. Bryant apenas está autorizado a ouvir música num rádio fora da sua cela, e é negado qualquer acesso a relatórios sobre o seu massacre. Os fotógrafos que foram autorizados a tirar fotos dele na cela de prisão foram obrigados a destruir as fotografias na sua presença quando o Governador descobriu.

## Após julgamento e análise
O local de turismo de Port Arthur reabriu poucas semanas depois, e desde então foi construído um novo restaurante. A antiga estrutura do Arrow Café é agora um "local de reflexão", com um monumento e um jardim em memória no local desde Abril de 2000.
O massacre de Port Arthur criou uma proximidade com a cidade escocesa de Dunblane, onde aconteceu um evento semelhante, o massacre de Dunblane, apenas algumas semanas antes. As duas comunidades trocaram itens para colocar nos seus memoriais respectivos.
Paul Mullen, um psiquiatra forense com um grande envolvimento depois dos massacres de Austrália e Nova Zelândia, atribuiu o massacre de Port Arthur e os anteriores a um efeito de cópia. Nesta teoria, a saturação da cobertura dos media providencia tanto instruções como incentivos perversos para indivíduos disfuncionais que imitam crimes anteriores. Na Tasmânia, um investigador descobriu que um relatório no actual programa A Current Affair, uns meses antes tinha guiado um suicídio, e pode ter ajudado a criar a expectativa de um massacre. A cobertura do massacre de Dunblane, em particular a atenção no criminoso, provavelmente tenha dado iniciativa para o acto de Bryant.

### Resposta da comunidade
Um fundo substancial da comunidade foi dado às vítimas do massacre de Port Arthur. O homicídio de Nanette Mikac e das suas filhas Alannah e Madeline inspirou o Dr Phil West,de Melbourne, que atendia crianças com idades aproximadas às assassinadas, a começar uma fundação em sua memória. A Fundação Alannah e Madeline apoia vítimas de violência e dirige um programa nacional antibullying. Foi lançado pelo Primeiro Ministro no primeiro aniversário do massacre.
Pelos menos duas variantes de teorias da conspiração sobre o massacre foram promovidas. Entrevistado em 2006, Tony Rundle, Primeiro Ministro da Tasmânia de 1996 a 1998, admitiu que, como não existiu julgamento, as provas feitas públicas eram possivelmente insuficientes para apoiar que Bryant tinha sido o perpetrador: "Na altura, a interpretação era que um julgamento não ia ser bom para as vítimas nem para as suas famílias. Agora acredito que esse não era o caso. Se todas as provas tivessem sido ouvidas, talvez tivesse dado algum fecho e acabado com a proliferação das teorias da conspiração que se espalharam ao longo dos anos."
Em 1996, o compositor australiano Peter Sculthorpe escreveu Port Arthur, In memoriam: for chamber orchestra,"... para as vítimas do massacre de Port Arthur, a 28 de Abril de 1996, para os que morreram, e para os que vivem com essa memória. ". O trabalho foi estreado a 24 de Junho de 1996, na Casa Governamental, Hobart, Tasmânia, pela Orquestra Sinfónica da Tasmânia conduzida por David Porcelijn.
Em 2007, o autor Tom Holloway falou do massacre na sua peça Beyond the Neck. O compositor da Tasmânia Matthew Dewey também lida com estes problemas na sua primeira sinfonia.